# دراگون کوئست ۱۱
دراگون کوئست ۱۱ (انگلیسی: Dragon Quest XI) یک بازی ویدئویی در سبک نقش‌آفرینی است که توسط اسکوئر انیکس و در سال ۲۰۱۷ و در پلت‌فرم‌های نینتندو ۳دی‌اس، پلی‌استیشن ۴، نینتندو سوئیچ، و مایکروسافت ویندوز منتشر شده‌است.

## انیمیشن
در سال ۱۳۹۸ (۲۰۱۹ میلادی) انیمیشنی با نام در در جستجوی اژدها: داستانی برای تو ساخته شده که داستان آن بر مبنای این بازی بود.